# Капсин, Юрий Александрович
Юрий Александрович Капсин (18 марта 1940, Чарджоу, Туркменская ССР — 2 августа 2013, Самара) — советский футболист, защитник. Мастер спорта СССР.

## Биография
Родился в Чарджоу Туркменской ССР, футболом начал заниматься в Сызрани, воспитанник команды комбайнового завода «Торпедо». С 1960 года играл во втором эшелоне советского первенства за «Нефтяник» Сызрань. По ходу сезона-1962 перешёл в куйбышевские «Крылья Советов», в чемпионате дебютировал 7 сентября 1963 года. Играл на позиции переднего центрального защитника, отличался высоким ростом и расчетливым прыжком. На следующий год в составе команды занял 10 место в чемпионате и дошёл до финала Кубка. В 1969 году перешёл в донецкий «Шахтёр», но из-за травмы сыграл только семь матчей. В 1970 годом был тренером «Тяжмаша», играл за «Волгу» Куйбышев. Завершил карьеру в 1971 году в «Торпедо» Тольятти. В Куйбышеве работал тренером СК «Волга». В 1976—1992 возглавлял кафедру физвоспитания Куйбышевского государственного университета, позже 6 лет занимался бизнесом. С 1998 года непродолжительное время возглавлял спорткомитет Сызрани. Работал охранником автостоянки.
Включен в число 33-х лучших футболистов «Крыльев Советов» за историю.
Скончался в 2013 году в возрасте 73 лет.